# Malamatidia
Malamatidia es un género de arañas araneomorfas de la familia Clubionidae. Se encuentra en el sudeste de Asia.

## Lista de especies
Según The World Spider Catalog 12.0:
- Malamatidia bohorokensis Deeleman-Reinhold, 2001
- Malamatidia christae Jäger & Dankittipakul, 2010
- Malamatidia thorelli Deeleman-Reinhold, 2001
- Malamatidia vethi Deeleman-Reinhold, 2001
- Malamatidia zu Jäger & Dankittipakul, 2010